# Grace Moore
Mary Willie Grace Moore (Slabtown, Tennessee, 1898. december 5. – Koppenhága, Dánia, 1947. január 26.) amerikai operaénekesnő és színésznő. 

## Élete
Mary Willie Grace Moore néven született Tessa Jane és Richard Lawson gyermekeként a Tennessee állami Slabtownban (a mai Del Rio részében). Kétévesen családjával átköltöztek Knoxville városába, amivel a kislány nehezen birkózott meg. Pár év után a család Jellicóba költözött, ahol Moore fiatalkorát töltötte. Miután végzett a jellicói középiskolában, egy ideig a Ward-Belmont Főiskolán volt hallgató Nashville-ben, majd Washingtonba és New Yorkba vette az irányt, hogy zenei képzését folytathassa. 
Első énekesi munkáját a greenwich village-i Black Cat Kávézóban kapta meg. 1920-ban lépett fel először a Broadwayn a Hitchy-Koo című musicalben. Ezután Irving Berlin Music Box Revue című műsorának második és harmadik évadjában szerepelt, ahol Moore Berlin "What'll I Do" című számát is bemutatta. Moore Franciaországban képezte tovább magát, ahol találkozott példaképével, Mary Gardennel. Garden tovább ajánlotta az énekesnőt Richard Barthelemynek, Moore pedig 1927-ben sikeres felvételt nyert a new york-i Metropolitan Operába, ahol 1928. február 7-én debütált Puccini Bohémélet című művének főszerepében. Ugyanebben az évben szeptemberben Párizst is meghódította a tragikus sorsú Mimi szerepében, 1935-ben pedig Londonban is énekelt.
Tizenhat évada alatt a Metropolitanban olyan neves olasz és francia operákban játszott, mint a Tosca, a Manon, a Carmen és a Louise. A harmincas és negyvenes évek alatt Amerika és Európa-szerte koncerteket adott, főként áriákat és népszerű dalokat, amelyeket német, francia, spanyol és angol nyelven énekelt el. A második világháború alatt is aktívan szórakoztatta az amerikai hadsereget.
Moore nemcsak a színpadon és operaházban adott elő, a hangos filmek megjelenésével a mozgófilmek is felkeltették az érdeklődését. Első filmszerepét 1930-ban kapta meg az A Lady's Morals című filmben a Metro-Goldwyn-Mayer gyártásában. Ugyanebben az évben az operaénekes Lawrence Tibett-tel játszott a New Moon című produkcióban, ami Sigmund Romberg operettjének feldolgozása volt. Moore-t ezután a Columbia Pictures szerződtette le hat filmre. Első filmjéért, a Csak nekem daloljért (One Night of Love) Oscar-díjra jelölték 1935-ben. 1936-ban Sissi hercegnő szerepébe bújt a The King Steps Out című filmben.  1937-ben flannelingbe és nadrágba bújva az öttagú férfibandához csatlakozott a When You're in Love című filmben. Szintén ebben az évben az I'll Take Romance című produkcióban Frank Foresttel énekelte el a Pillangókisasszony "Vogliatemi bene" című duettjét. 
Utolsó filmjét 1939-ben mutatták be Louise címmel, ami Gustave Charpentier operájának feldolgozása volt. 1944-ben kiadta önéletrajzát You're Only Human Once címmel.

### Magánélete
Moore 1931-ben ment férjhez Valentín Parera spanyol színészhez Cannes-ban. Gyerekük nem született. Moore 1947-ben életét vesztette egy repülőgép-balesetben a koppenhágai repülőtérnél. A repülőn utazott Gusztáv Adolf svéd herceg is, aki akkor második helyen állt a trónöröklésben, és XVI. Károly Gusztáv király édesapja volt.

## Filmográfia

### Színpadi szerepei
| Év      | Cím                      | Szerep     | Színház                                                                                         |
| ------- | ------------------------ | ---------- | ----------------------------------------------------------------------------------------------- |
| 1913    | The Beggar Student       | kórustag   | Casino Theatre                                                                                  |
| 1913    | The Mikado               | zenekartag | Casino Theatre                                                                                  |
| 1919–20 | The Magic Melody         | zenekartag | Shubert Theatre                                                                                 |
| 1920    | Hitchy-Koo (1920)        | előadó     | New Amsterdam Theatre                                                                           |
| 1922    | Up in the Clouds         | Jean Jones | Lyric Theatre (1922. január 2. – január ?) 44th Street Theatre (1922. január 23. – március 18.) |
| 1923–24 | Music Box Revue (1923)   | előadó     | Music Box Theatre                                                                               |
| 1924–25 | Music Box Revue (1924)   | előadó     | Music Box Theatre                                                                               |
| 1931    | Ziegfeld Follies of 1931 | előadó     | Ziegfeld Theatre                                                                                |
| 1932–33 | The Dubarry              | Jeanne     | George M. Cohen's Theatre                                                                       |

### Hangosfilmek
| Év   | Cím                                   | Szerep                  |
| ---- | ------------------------------------- | ----------------------- |
| 1930 | Dalol a szerelem (A Lady's Morals)    | Jenny Lind              |
| 1930 | Hercegnők hadnagya (New Moon)         | Tanya Strogoff hercegnő |
| 1931 | Jenny Lind                            | Jenny Lind              |
| 1934 | Csak nekem dalolj (One Night of Love) | Mary Barrett            |
| 1935 | Szeress örökké (Love Me Forever)      | Margaret Howard         |
| 1936 | The King Steps Out                    | Sissi hercegnő          |
| 1937 | When You're in Love                   | Louise Fuller           |
| 1937 | I'll Take Romance                     | Elsa Terry              |
| 1939 | Louise                                | Louise                  |

## Díjak és jelölések
- 1935: Oscar-díj a legjobb női főszereplőnek (jelölés) – Csak nekem dalolj